# Jona Lendering
Jona Lendering (Beneden-Leeuwen, 29 oktober 1964) is een Nederlands historicus, blogger, webmaster en journalist, die vooral actief is op het gebied van wetenschapscommunicatie over de oudheid.

## Biografie
Lendering studeerde aan de Rijksuniversiteit Leiden en de Vrije Universiteit te Amsterdam. Sinds 1996 beheert hij Livius.org, een website over de oude geschiedenis. Lendering is mede-oprichter van Livius Onderwijs, een onafhankelijke school voor historisch onderwijs.

## Professionalisering
Lendering ijvert voor een professionelere aanpak van wetenschapscommunicatie over de oudheid. Zijn weblog, Mainzer Beobachter, kent een rubriek waarin hij methodische problemen uitlegt en in zijn recentere boeken legt hij uit hoe classici teksten uitleggen (Het visioen van Constantijn) en hoe historici het verleden reconstrueren (Xerxes in Griekenland). In Bedrieglijk echt toonde hij het belang van de materiële analyse van papyri.
Hij is bestuurslid van de Vereniging voor Wetenschapsjournalistiek en -communicatie Nederland.

## Oeuvre
Lendering pakt historische kwesties vaak iets breder aan dan gebruikelijk is. In zijn biografie van Alexander de Grote (Alexander de Grote. De ondergang van het Perzische Rijk) probeerde hij meer dan eerdere historici gebruik te maken van Babylonische bronnen, in zijn Stad in marmer benutte hij de Talmoed voor beschrijvingen van de stad Rome. In De randen van de aarde combineerde hij archeologisch materiaal om klassieke teksten te duiden en vice versa.
In zijn Vergeten erfenis. Oosterse wortels van de westerse beschaving (2009) vergeleek Lendering de invloed van Griekenland en Rome bij het ontstaan van de Europese cultuur met de Arabische invloed, die zijns inziens veel groter is geweest dan doorgaans wordt gedacht. Zo zouden de middeleeuwse universiteiten ontwikkeld zijn naar het voorbeeld van de madrassa's.
In De klad in de klassieken (2012) beschrijft hij de vaardigheden die classici, historici en archeologen dienen te beheersen, en wat er gebeurt als ze deze vaardigheden - door te korte opleidingen en te grote bezuinigingen op de wetenschappelijke instituten - niet langer beheersen. Daarbij wijst hij met name op de incidentele verspreiding van onjuiste informatie.

## Waardering
Lenderings boeken ontvingen uiteenlopende kritieken. Diverse recensenten prezen zijn Alexanderboek aan en stemden in met zijn constatering dat de belofte die in het spijkerschriftmateriaal besloten ligt nog moet worden waargemaakt. Michiel Leezenberg prees het boek Vergeten erfenis in het NRC en concludeerde dat, als Lendering gelijk had, de canondiscussie opnieuw moest worden gevoerd en het voortbestaan van het gymnasium discutabel was. Soortgelijke besprekingen verschenen in De Groene Amsterdammer en De Pers. De confessionele pers, met name het Nederlands Dagblad en het Katholiek Nieuwsblad, was daarentegen overwegend negatief.
Kort na het verschijnen van Lenderings Spijkers op laag water kenden de Nederlandse classici en oud-historici hem in 2010 voor zijn website Livius.org de Oikos publieksprijs toe. Een jaar later volgde de NKV Homerusprijs voor zijn boek De rand van het rijk (een bewerking van De randen van de aarde. De Romeinen tussen Schelde en Eems). In hetzelfde jaar (2011) werd hij uitgenodigd voor de eerste Habetslezing van het LGOG. In 2016 werd de Theodor Award aan hem toegekend.

## Boeken
- Libanon. Een korte geschiedenis (2025), Utrecht: Omniboek, ISBN 978-94-019-2115-2
- samen met Hein van Dolen, Goden en halfgoden. Filon van Byblos over de Fenicische mythologie (2025), Utrecht: Omniboek, ISBN 978-94-019-2071-1
- Oudheidkunde is een wetenschap. En dat mag je ook best eens uitleggen (2023), Utrecht: Omniboek, ISBN 978-94-019-1942-5
- De vergeten oorlog: De strijd tussen Rome en Karthago. De Eerste Punische Oorlog (264-241 v.Chr.) (2022), Utrecht: Omniboek, ISBN 978-94-019-1864-0
- Hannibal in de Alpen: Een puzzel uit de oudheid (2022), Utrecht: Omniboek, ISBN 978-94-019-1800-8
- Bedrieglijk echt. Oude papyri, moderne controverses (2020), Utrecht: Omniboek, ISBN 978-94-019-1678-3
- Xerxes in Griekenland. De mythische oorlog tussen Oost en West (2019), Utrecht: Omniboek, ISBN 978-94-019-1650-9
- Wahibre-em-achet en andere Grieken. Landverhuizers in de Oudheid (2019), Utrecht: Omniboek, ISBN 978-94-019-1584-7 (geschenkboekje voor de Week van de Klassieken)
- samen met Vincent Hunink, Het visioen van Constantijn. Een gebeurtenis die de wereld veranderde (2018), Utrecht: Omniboek, ISBN 978-94-019-1309-6
- Israël verdeeld: Hoe uit een klein koninkrijk twee wereldreligies ontstonden (2014), Amsterdam: Athenaeum-Polak & Van Gennep, ISBN 978-90-253-0390-7
- Edge of Empire. Rome's Frontier on the Lower Rhine (2012), Zutphen: Karwansaray, ISBN 978-94-90258-05-4, Engelse vertaling van De rand van het Rijk
- De klad in de klassieken: waarom onze kennis van de oudheid onbetrouwbaar wordt, waarom dat zorgwekkend is (ook voor wie niet in de oudheid is geïnteresseerd) en hoe daar iets aan kan worden gedaan (2012), Amsterdam: Athenaeum-Polak & Van Gennep, ISBN 978-90-253-6898-2
- samen met Arjen Bosman, De rand van het Rijk, De Romeinen en de Lage Landen (2010), Amsterdam: Athenaeum-Polak & Van Gennep, ISBN 978-90-253-6726-8
- Spijkers op laag water. Vijftig misverstanden over de Oudheid (2009), Amsterdam: Athenaeum-Polak & Van Gennep, ISBN 978-90-253-6712-1
- Vergeten erfenis. Oosterse wortels van de westerse cultuur (2009), Amsterdam: Athenaeum-Polak & Van Gennep, ISBN 978-90-253-6404-5
- Oorlogsmist. Veldslagen en propaganda in de Oudheid (2006), Amsterdam: Athenaeum-Polak & Van Gennep, ISBN 978-90-253-3155-9
- Polderdenken. De wortels van de Nederlandse overlegcultuur (2005), Amsterdam: Athenaeum-Polak & Van Gennep, ISBN 978-90-253-3145-0
- Alexander de Grote. De ondergang van het Perzische Rijk (2004), Amsterdam: Athenaeum-Polak & Van Gennep, ISBN 978-90-253-3144-3
- samen met Paul Mentzel en Klaas de Roo, Interim-ABC. De woordenschat van interim-managers (2002), 's-Gravendeel: Let's communicate, ISBN 978-90-806994-1-0
- Stad in marmer. Gids voor het antieke Rome aan de hand van tijdgenoten (2002), Amsterdam: Athenaeum-Polak & Van Gennep, ISBN 978-90-253-3153-5
- Archeologie van de futurologie (2000), z.p.: Het BUREAU Interim !, ISBN 978-90-802729-4-1
- De randen van de aarde. De Romeinen tussen Schelde en Eems (2000), Amsterdam: Ambo, ISBN 978-90-263-1630-2
- Een interim-manager in het Romeinse Rijk. Plinius in Bithynië (1998), z.p.: Het BUREAU Interim !, ISBN 978-90-802729-2-7